# Sajir
Sajir — перший у світі надвеликий контейнеровоз (ultra-large container vessel, ULCV), проектом якого передбачене використання зрідженого природного газу як пального для двигунів. Завершений у грудні 2014 року, на кілька місяців раніше від контейнеровоза Isla Bella (клас Panamax). Проте останній одразу розпочав роботу на ЗПГ, тоді як Sajir відноситься до LNG-ready суден, які без істотних додаткових витрат можуть бути переведені на використання зрідженого газу при появі відповідної інфраструктури або посиленні екологічних вимог.
Судно споруджене для компанії United Arab Shipping Company із Об'єднаних Арабських Еміратів в межах замовлення на 17 надвеликих контейнеровозів, з яких одинадцять, включаючи Sajir, матимуть вантажомісткість у 15000 TEU та шість у 18761 TEU. Виконавцем контракту обрали верф в Ульсані (Південна Корея), що належить Hyundai Heavy Industries.
Судно призначене для роботи на лінії Азія — Північна Європа.